# Duewag
51°22′05″ пн. ш. 6°38′45″ сх. д. / 51.368056° пн. ш. 6.645833° сх. д.
Duewag AG — німецька компанія, в минулому — один з найбільших виробників рухомого складу рейкового транспорту.

## Історія
Заснована в 1898 році як «Waggonfabrik Uerdingen AG» (з німецького — «Вагонобудівний завод Юрдінгена») у місті Юрдінген (нині округ Крефельд). Після злиття з дюссельдорфським заводом «Düsseldorfer Waggonfabrik» в 1935 році підприємство в Юрдінгені продовжило випускати рухомий склад для залізниць, а в Дюссельдорфі було зосереджено виробництво трамваїв і легкорейкових транспортних засобів.
З 1981 року офіційно має назву «Duewag».
Siemens придбав 60 % акцій в 1989 році, перш ніж отримати повну власність у квітні 1999 року.

В 2001 році завод в Дюссельдорфі був закритий, а виробництво було перенесено до Ердінгену.

## Продукція
- Автомотриса Юрдінгену[en]
- NS DM 90[en][6]
- GT8 різні варіації трамваїв
- GT6 різні варіації трамваїв
- GB6 трамвай
- GT12 трамвай
- TW 400[en]
- TW 6000[7]
- Duewag B
- SL79[en]
- Y-trains доставлено близько 100 потягів місцевим залізницям Данії, в 1965—1983
- DSB Class MR/MRD
- Рухомий склад для Лекокорейкова залізниця (Гонконг)[en]
- RegioSprinter[en][8]
- Siemens-Duewag U2[en]
- Siemens-Duewag Supertram[9]
- Toll Royal Railways[en] ZZ800 DMU